# Patagioenas oenops
La paloma peruana, paloma del Marañón o columba de Colcamar (Patagioenas oenops) es una especie de ave columbiforme de la familia Columbidae natural de América del Sur. Se distribuye desde el norte del Perú hasta Ecuador, desde los 900 m s. n. m. a 2300 m s. n. m., siendo endémica de la Cordillera Real conocida como Cordillera oriental en Ecuador compartida por estos dos países. Su hábitat se encuentra en las selvas tropicales de vegetación caduca y en las selvas de galería. No se conocen subespecies.
Mide unos 32 cm de longitud. Tiene las patas rojas y el pico amarillo. La paloma peruana fue registrada por Salvin en 1895.